# Yongding (Zhangjiajie)
Yongding (en chino, 永定; pinyin, Yǒngdìng) es un distrito urbano bajo la administración directa de la ciudad-prefectura de Zhangjiajie. Se ubica al norte de la provincia de Hunan, sur de la República Popular China. Su área es de  2169 km² y su población total para 2013 superó los 470 mil habitantes. 

## Administración
Desde 2015 el distrito de Yongding  se divide en 27 pueblos que se administran en 6 subdistritos, 9 poblados y 12 villas.

## Historia
En la disnastia Qin, el emperador Shi Huang (221 a. C.) establece el condado Cigu (慈姑县).
Durante el periodo de los Tres Reinos y las dinastías meridionales y septentrionales se establecieron sucesivamente los condados de Tianmen, Beihengzhou, Chongzhou, Linyi y Chongyi.
En las dinastías Tang y Song se fusionaron bajo el Condado Cili (慈利县).
Al comienzo de la dinastía Ming, se estableció el Condado Dayong (大庸县) que se encontraba en el condado de Cili, construido en la organización militar Yongdingwei (永定卫).
En el octavo año del emperador Yongzheng fue eliminado el Condado Anfu (安福县) y en el año 13 de su reinado fundó el condado Yongding, tomando como nombre al anterior Yongdingwei.
En el tercer año de la República de China, pasó a llamarse Condado de Dayong (大庸县), nombre dado en la dinastía Ming, porque tenía el mismo nombre que el Condado de Yongding de la provincia de Fujian.
Después de la fundación de la República Popular de China, el condado de Dayong se subordinó a la prefectura autónoma de Xiangxi y en 1985 se niveló a ciudad-condado.
En 1998 se establece la ciudad-prefectura de Zhangjiajie y la ciudad-condado de Dayong se eleve a distrito y pasa a ser parte de Zhangjiajie bajo el nombre actual.
El 16 de abril de 2019, después de la inspección y evaluación realizada por el Gobierno Popular Provincial de Hunan, el distrito de Yongding cumplió las condiciones para la retirada de los condados afectados por la pobreza.

## Geografía
El área urbana de Yongding con 140 km², es la mayor de todas Zhangjiajie juntas y principal centro de la ciudad-prefectura, se ubica en la zona de valle de las montañas Wiling (武陵山脉) una ramificación de la meseta Yunnan-Guizhou donde es bañada por el río Li (澧水), uno de los grandes tributarios del Yangtsé, lugar de confluencia con el río Maoxi, es por esa razón que el mapa urbano tiene forma de "Y".
La superficie total del distrito de Yongding es de 2174 km², incluidas 173 km² de tierra cultivada y 1640 km² hectáreas de tierra forestal.

## Clima
El distrito de Yongding tiene un clima húmedo monzónico subtropical medio. La temperatura media anual es de 16.8 °C y la luz solar anual es de 1450 horas. La precipitación media anual es de 1497 mm.

## Recursos
Hay 266 ríos grandes y pequeños en toda la zona, las reservas de recursos hidroeléctricos en teoría son de 200 000 kilovatios y la capacidad de desarrollo técnico es de 150 000 kilovatios.
El distrito de Yongding tiene 35 tipos de minerales como níquel, molibdeno, hierro, vanadio, carbón, fósforo y mármol.

## Población
A finales de 2013, el número total de hogares en el distrito de Yongding era de 179 100 y la población total registrada era de 470 300 habitantes, un aumento de 52 mil con respecto al año anterior. 
La población residente se divide en 231 100 hombres y 221 600 mujeres. la población urbana es de 226 600 y una población rural de 228 100 habitantes. La tasa de urbanización al final del año (2012) fue de 49.84%. 
En el distrito de Yongding habitan las etnias mongol, hui, tibetano, uigur, miao entre otros grupos étnicos.